# KrasAir
Pour les articles homonymes, voir KJC.
KrasAir est une compagnie aérienne russe.

## Alliance
- Membre d'AiRUnion, alliance entre compagnies russes comprenant : 
  - Domodedovo Airlines
  - Omskavia Airlines
  - Samara Airlines
  - Sibaviatrans (SIAT)

## Destinations
- La compagnie exploite 34 destinations régulières à travers la Russie et onze destinations régulières à l'international.

## Flotte
La compagnie exploite différents types d'avions d'origine russe : 
- 1 Boeing 737-300 (144 sièges)
- 3 Boeing 767-200ER (214 sièges)
- 6 Iliouchine Il-86 (350 sièges)
- 2 Ilyushin Il-96-300 (263 sièges)
- 19 Tupolev Tu-154M (164 sièges)
- 3 Tupolev 204-100 (175 sièges)
- 1 Tupolev 214 (175 sièges)
- 2 Yakovlev Yak-42D (120 sièges)